# 貝爾維尤 (密蘇里州)
貝爾維尤（英語：Belleview）是位於美國密蘇里州艾昂縣的非建制地區。

## 歷史
貝爾維尤的郵局於1860年設立，其後於2014年停運。

## 地理
貝爾維尤所處的海拔為高於海平面318米（即1043英呎），而該地所採用的時區為UTC-6，即北美中部時區（CST）。同時該地設有夏令時間，為UTC-6調快一小時，即UTC-5（CDT）。